# Aechmea entringeri
Aechmea entringeri är en gräsväxtart som beskrevs av Elton Martinez Carvalho Leme. Aechmea entringeri ingår i släktet Aechmea och familjen Bromeliaceae. Inga underarter finns listade i Catalogue of Life.